# Leluthia asiatica
Leluthia asiatica är en stekelart som först beskrevs av Vladimir Ivanovich Tobias 1980.  Leluthia asiatica ingår i släktet Leluthia och familjen bracksteklar. Inga underarter finns listade i Catalogue of Life.